# Litobrenthia angustipunctata
Litobrenthia angustipunctata là một loài bướm đêm thuộc họ Choreutidae. Loài này có ở Trung Quốc (Hồ Nam).
Sải cánh khoảng 10.5-11.0 mm.